# Zielonka
Zielonka is een stad in het Poolse woiwodschap Mazovië, gelegen in de powiat Wołomiński. De oppervlakte bedraagt 79,23 km², het inwonertal 17.075 (2005).

## Geboren
- Nikola Karczewska (1999), voetbalster